# Nimbus libanonensis
Nimbus libanonensis är en skalbaggsart som beskrevs av Rudolph Petrovitz 1958. Nimbus libanonensis ingår i släktet Nimbus och familjen Aphodiidae. Inga underarter finns listade i Catalogue of Life.